# Tagoropsis dentata
Tagoropsis dentata är en fjärilsart som beskrevs av Griveaud 1964. Tagoropsis dentata ingår i släktet Tagoropsis och familjen påfågelsspinnare. Inga underarter finns listade i Catalogue of Life.